# Charles Canning, 1. jarl Canning
Charles John Canning, 1. jarl Canning (14. december 1812—17. juni 1862) var en engelsk statsmand.
Canning studerede i Oxford sammen med lorderne Dalhousie og Elgin, der senere blev henholdsvis hans forgænger og efterfølger i Indiens styrelse. Han valgtes 1836 til Underhuset, men blev allerede næste år ved sin moders død peer. Canning var 1841—46 understatssekretær for Udenrigsministeriet og derefter i 4 måneder kommissær for statsskovene; hørte siden til peelitterne og afslog 1852 tilbud om en plads i Lord Stanleys ministerium. 1853—55 var han generalpostmester, indførte vigtige fremskridt i postvæsenet og gjorde 1854 Rowland Hill til fast oversekretær. Februar 1856 tiltrådte han stillingen som generalguvernør i Indien og udfoldede under den store opstand 1857 megen kraft og dygtighed, men efter sejren så stor forsonlighed og mildhed, at han blev kaldt Lord Clemency. Hans proklamation 1858 om ejendoms inddragelse til straf for alle dem, som i Audh havde deltaget i oprøret, blev dadlet af Lord Ellenborough, minister for Indien, men vandt parlamentets billigelse og medførte maj samme år ministerens fald. Senere udmærkede Canning sig ved sin iver for landets opkomst og for hærens og finansernes bedre ordning, samt gennemførte vigtige reformer i forvaltning og lovgivning. Til løn for sin virksomhed blev han 1859 ophøjet til jarl. Marts 1862 vendte han tilbage til England med nedbrudt helbred og døde 3 måneder efter.